# Kyé-Ossi
Kyé-Ossi est une commune du Cameroun située dans la région du Sud et dans le département de la Vallée-du-Ntem. Kyé-Ossi est une ville frontières de la Guinée-Equatoriale et du Gabon, située à 275 Kilomètres de sa capitale Yaoundé. Cette ville est une plaque tournante pour l'économie de son pays dû à sa localisation frontalière. Mais cette ville rencontre plusieurs problèmes notamment ceux dus à l'électricité. En effet cette ville ne dispose plus d'électricité en continue, c'est pourquoi la population et le maire  depuis 2019 s'efforcent de trouver des solutions tels que l'apport de générateurs pour combler le manque d'électricité. Depuis la situation s'est stabilisée notamment grâce à l'ouverture d'une centrale électrique, dû a l'engagement de la société ENEO auprès du gouvernement camerounais.

## Population
Lors du recensement de 2005, la commune comptait 17 127 habitants.

## Structure administrative de la commune
Outre Kyé-Ossi proprement dit, la commune comprend les villages suivants :
- Adjou'ou
- Akombang
- Akonangui
- Dama
- Ebengon I
- Fenete
- Fenete I
- Kono Fonossi
- Mefoup
- Mekomo
- Metet
- Meyo Nkoulou
- Minkomo
- Minyon
- Ngoazik
- Nkan
- Nsana
- Nsangbwang
- Ongonzok